# Attosoft
AttoSOFT este o firmă din România, localitatea Galați, din domeniul IT, care se ocupă cu elaborarea soluțiilor ERP pentru companii, software de gestiune și contabilitate. A fost înființată în anul 1995. DataLight este un produs informatic de tip ERP al companiei, complex, care gestionează prin module funcționale, activități cum ar fi: gestiune, financiar-contabilitate, imobilizări, logistică, trezorerie, vânzări, achiziții.